# Gemeinde Benedikt

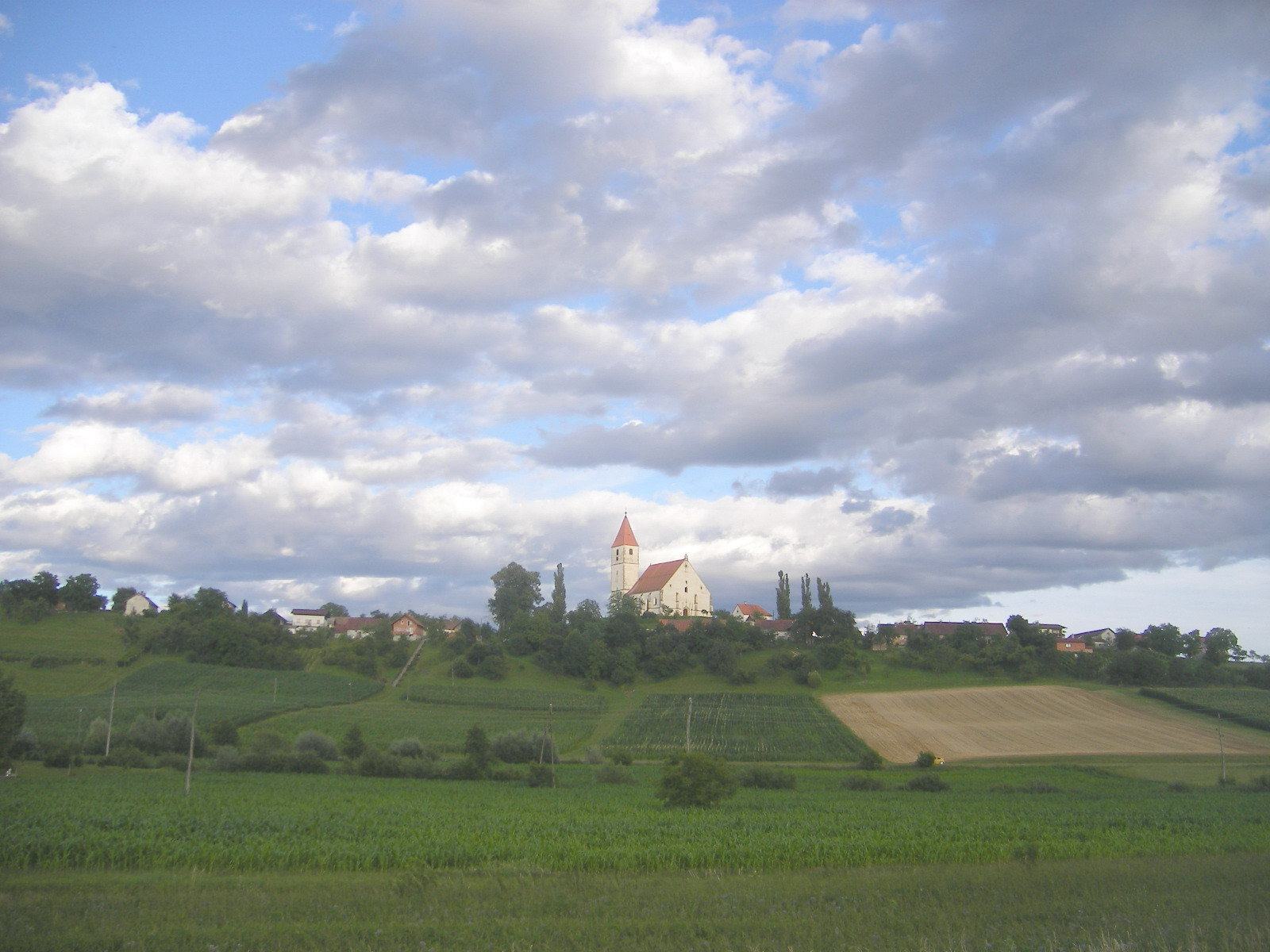
Sv. Trije Kralji (Heilige Drei Könige)

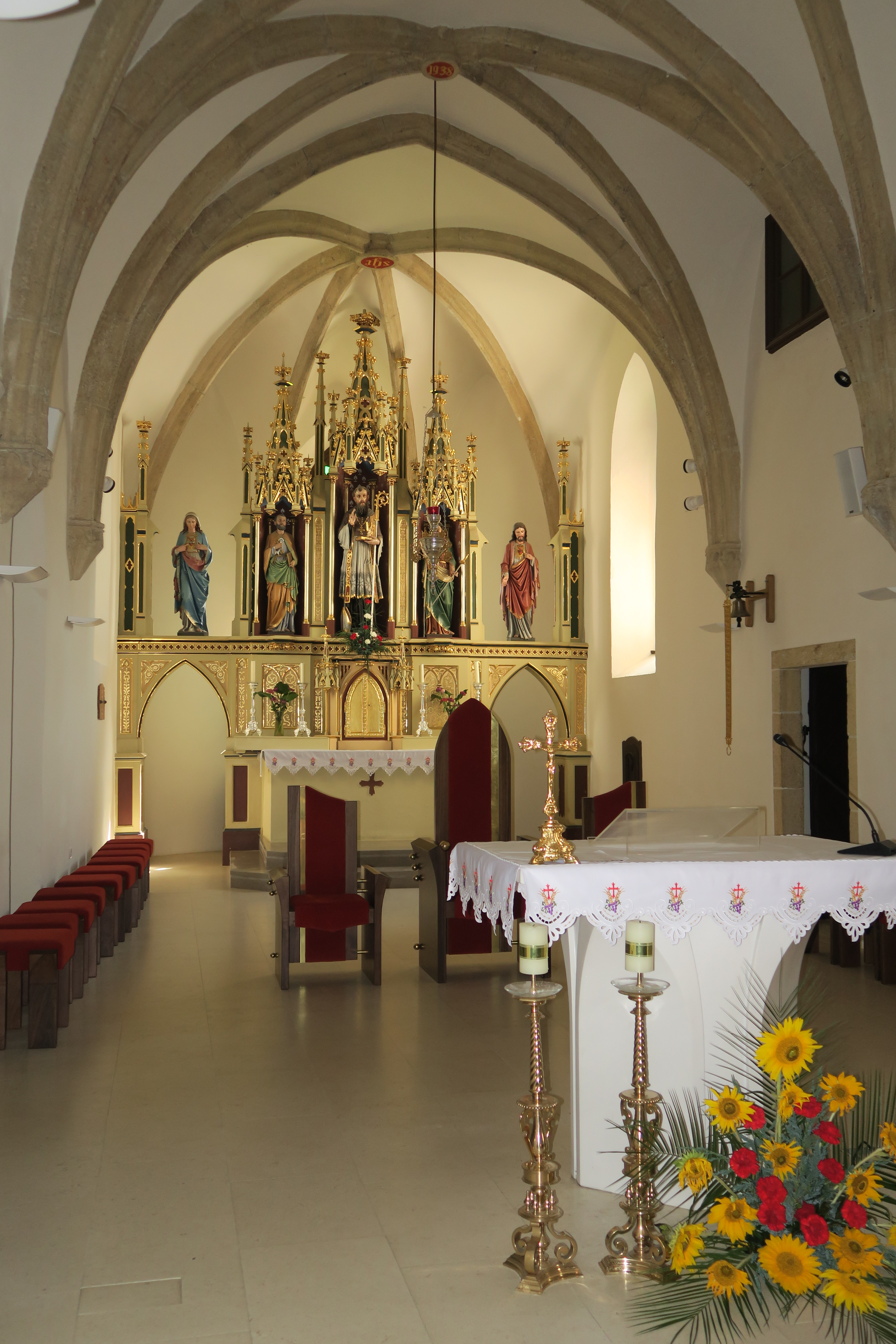
Kirche Benedikt

Die Gemeinde Benedikt (deutsch: Sankt Benedikt in den Windischen Büheln) ist eine Gemeinde im Nordosten Sloweniens. Sie ist benannt nach ihrem Hauptort und liegt in der historischen Landschaft Spodnja Štajerska (Untersteiermark) und in der statistischen Region Podravska.

## Lage
Benedikt liegt mitten in den Slovenske gorice (Windische Bühel) im Tal der Drvanja (Triebeinbach) auf etwa 240 m. ü. A. Durch den Hauptort verläuft die Nationalstraße 3, die von Lenart nach Gornja Radgona führt. Sehenswert ist die Kirche zu den Heiligen Drei Königen in Sveti Trije Kralji auf einem Höhenzug knapp südöstlich von Benedikt.
Die nächsten größeren Orte sind die Kleinstadt Lenart etwa 6 km südwestlich und die Stadt Maribor ca. 20 km westlich.

## Ortschaften
Die Gemeinde umfasst 13 Ortschaften. Die deutschen Exonyme in den Klammern stammen aus der Mitte des 19. Jahrhunderts und werden heutzutage nicht mehr verwendet. (Einwohnerzahlen Stand 1. Januar 2019):
- Benedikt (Slowenien) (Sankt Benedikt), 1.093
- Drvanja (Triebein), 171
- Ihova (Meichendorf), 282
- Ločki Vrh (Lotschitschberg), 90
- Negovski Vrh (Negauberg), 17
- Obrat (Obratten), 87
- Spodnja Bačkova (Watschkau), 135
- Spodnja Ročica (Rothschützen), 132
- Stara Gora (Altenberg), 20
- Sveti Trije Kralji v Slovenskih goricah (Heiligen Dreikönig), 106
- Štajngrova (Stangelberg), 239
- Trotkova (Tronkau), 104
- Trstenik (Trixenberg), 101

## Nachbargemeinden
| Sveta Ana |                                             | Gornja Radgona |
| Lenart    | Kompassrose, die auf Nachbargemeinden zeigt |                |
|           | Sveta Trojica                               |                |

## Negauer Helm
In Ženjak, einer  Örtlichkeit zwischen Benedikt und Obrat, wurde 1811 ein Depot mit eisenzeitlichen Helmformen entdeckt (Negauer Helm).